# Bout de Zan et le Fantôme
Bout de Zan et le Fantôme és una pel·lícula muda francesa escrita i dirigida per Louis Feuillade i estrenada el 21 d’abril de 1916.
Aquesta pel·lícula forma part de la sèrie Bout de Zan.

## Repartiment
- René Poyen : Bout de Zan